# Rattle of a Simple Man
Pour plus de détails, voir Fiche technique et Distribution.
Rattle of a Simple Man est un film britannique de Muriel Box, sorti en 1964. 

## Synopsis
Un jeune supporter naïf se rend à Londres pour assister à la finale de la Coupe d'Angleterre de football. Il tombe amoureux d'une prostituée.

## Fiche technique
- Titre : Rattle of a Simple Man
- Réalisation : Muriel Box
- Scénario : Charles Dyer, d'après sa pièce de théâtre
- Montage : Frederick Wilson
- Production : Sydney Box Productions
- Durée : 105 minutes

## Distribution
- Harry H. Corbett : Percy Winthram
- Diane Cilento : Cyrenne
- Thora Hird : Madame Winthram
- Michael Medwin : Ginger
- Charles Dyer : Chalky